# Ordo Iuris
L'Institut Ordo Iuris pour la culture juridique ou Ordo luris est une fondation privée polonaise de lobbying politique ultraconservateur et de recherche. Créé par l'Institut de culture chrétienne Piotr Skarga (pl) en 2013, Ordo luris est basé à Varsovie. L'institut finance et effectue des activités de recherche et de lobbying sur « la culture juridique et l'héritage spirituel » polonais, assurant la promotion de valeurs catholiques traditionalistes. 

## Orientation politique
L'Institut mène des activités de recherche liées à l'application de la loi. Il s'occupe de la formation de jeunes avocats et s'engage à informer le public sur les transformations de la culture juridique. Il soutient également les initiatives spécifiques au mouvement pro-vie,. Les autres domaines d'intérêt de l'Institut comprennent la liberté de religion, le mariage traditionnel et la famille, la liberté de conscience, les droits des femmes, le droit civil, la liberté économique et la liberté contractuelle[réf. nécessaire].
L'institut défend une vision ultraconservatrice de la famille. Les avocats et les conseillers juridiques collaborant avec l'Institut représentent les bénéficiaires du programme dans les affaires civiles, pénales, familiales, d'infraction et administratives. 
Ordo Iuris entretient des liens importants avec le parti politique polonais de droite conservatrice Droit et justice. 

## Activités

### Programme d'analyse législative
Le programme d'analyse législative de l'Institut Ordo Iuris consiste à surveiller le processus législatif à toutes les étapes, en particulier les projets concernant la protection juridique de la vie humaine. Les avocats du programme examinent la qualité des projets de lois, leur constitutionnalité et leurs mises en application. Ils évaluent leurs effets économiques et sociaux. Ils élaborent également des propositions d'actes juridiques, en particulier dans les domaines touchant à la sphère familiale et à la compétence des parents pour élever des enfants[réf. nécessaire].

### Centre de droit international
Le Centre de droit international de l'Institut Ordo Iuris fait du lobbying auprès du Conseil de l'Europe, de l'OSCE, de l'ONU et de l'UE (notamment au Parlement européen).

### Centre de bioéthique
Le Centre de bioéthique d'Ordo Iuris, fondé en 2017, traite des questions liées à la biotechnologie, la génétique, les sciences biomédicales[réf. nécessaire].

## Actions d'influence politique
L'initiative la plus connue d'Ordo luris est sa tentative d'élaboration d'un projet de loi anti-avortement, prévoyant son interdiction totale en Pologne. Ce projet visait à introduire une responsabilité pénale de quiconque cause la mort d'un enfant conçu, y compris sa mère. Le 6 octobre 2016, la Diète de Pologne rejette à la majorité le projet de loi avec 352 députés votant contre, 5 pour et 18 abstentions. Au cours de la discussion précédent le vote, Joanna Banasiuk (d) d'Ordo Iuris présente un « auto-amendement » dans le but de supprimer le casier judiciaire des mères. Il n'est pas accepté pour des raisons formelles,,,. 
En 2016, Elżbieta Bojanowska (pl), sous-secrétaire d'État au ministère de la famille, du travail et de la politique sociale, constitue une équipe de neuf experts dont la tâche est de développer le concept de changements et d'amendements aux lois dans le domaine de la prévention des violences domestiques. Jerzy Kwaśniewski (pl), alors président de l'Institut Ordo luris fait partie de la commission. Le 31 décembre 2018, les projets de modifications proposés par les experts sont publiés sur les sites Internet du Government Legislation Center. Le projet suscite beaucoup de controverses et entraîne la démission d'Elżbieta Bojanowska,.
Le représentant de la Fondation en la personne de Tymoteusz Zych (d) devient en janvier 2018 membre du Conseil de l'Institut national de la liberté - Centre pour le développement de la société civile.
L'Institut Ordo Iuris est également responsable de la création d'une charte des valeurs traditionnelles, adoptée par de nombreuses autorités locales en Europe et qui ont mené à la création des zones dites « sans LGBT ».
Il est associé à l'ONG brésilienne Tradition, famille et propriété (TFP) opérant dans de nombreux pays à travers le monde,,,,,,.

## Liens avec des organisations conservatrices américaines
En mars 2025, le média d'investigation indépendant VSquare révèle dans une enquête les liens d'organisations illibérales comme l'Institut Ordo Iuris — ainsi que le Mathias Corvinus Collegium en Hongrie — avec des organisations conservatrices américaines à l'origine du controversé Projet 2025, en particulier l'Heritage Foundation. L'objectif de ce rapprochement serait de fragiliser l'unité de l'Union européenne, de démanteler certaines de ses institutions politiques et de réduire le pouvoir de Bruxelles en promouvant des valeurs nationalistes et conservatrices.